# Diecezja Aarhus

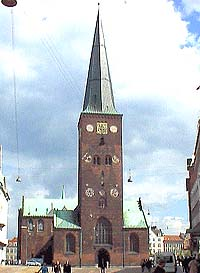
Katedra w Aarhus

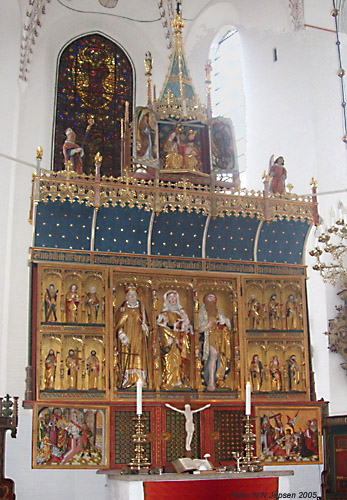
Ołtarz katedry w Aarhus, dzieło Bernta Notke

Diecezja Aarhus – istniejąca od 948 do 1536 diecezja katolicka z siedzibą w Aarhus.
Pierwszy kościół katolicki w Aarhus, kościół pw. Trójcy Świętej, zbudował ok. 900 król Jutlandii Frode. Diecezję erygował w 948 z upoważnienia papieża Agapita II metropolita bremeńsko-hamburski Adaldag. Gdy w 988 zmarł pierwszy biskup Aarhus Reginbrand, diecezja została połączona z diecezją Ribe.
Od 1050 ponownie stanowiła samodzielne biskupstwo, początkowo przynależące do Metropolii Brema-Hamburg, a od 1104 do metropolii Lund. Pierwszym biskupem został Chrystian z Aarhus, ordynowany przez arcybiskupa Hamburga Adalberta I. Biskup Ulfketil (1102-1134) wytyczył plan miasta Aarhus. Biskup Svend Udsson (1166-1191) założył opactwo cystersów w Øm.
W 1102 biskup Ulfketil zbudował drewniany kościół, w którym znajdowały się relikwie św. Klemensa. Budowę na jej miejsce kamiennej katedry św. Klemensa rozpoczął jego następca, biskup Peter Vagnsen. Budowę romańskiej katedry rozpoczęto w 1200, zakończono ok. 1263. Po pożarze w 1330 odbudowano ją na nowo w stylu gotyckim w ciągu XIV i XV w. Katedra św. Klemensa jest największym kościołem w Danii – ma 93m długości.
Ostatnim katolickim biskupem Aarhus był Ove Bille, uwięziony na skutek wprowadzenia w Danii reformacji. Od 1537 Aarhus stanowi siedzibę diecezji luterańskiej.
W chwili likwidacji diecezja liczyła ok. 260 parafii i 14 klasztorów. Katedra posiadała kapitułę z 34 prebendarzami. Na terenie diecezji istniały wspólnoty benedyktynów w Essenbeck, Voer, Alling i Veirlov, augustianów kanonicznych w Tvilum, cystersów w Øm (klasztor ten istniał aż do 1560), kartuzów w Aarhus, franciszkanów w Horsens i Randers, dominikanów w Aarhus, Horsens i Randers. Karmelici w Aarhus posiadali szpital pw. Ducha Świętego, istniała także wspólnota joannitów w Horsenes. W Mariager od 1412 do 1592 przebywały brygidki.
Nową parafię katolicką założyli w Aarhus oo. jezuici w 1873 – w 1956 liczyła ona 1300 wiernych.